# Máu chó đá
Máu chó đá hay máu chó lá lớn (tên khoa học: Knema saxatilis) là một loài thực vật thuộc họ Nhục đậu khấu. Đây là loài đặc hữu ở Việt Nam.